# Стивен, Джеймс Кеннет
Джеймс Кеннет Стивен (25 февраля 1859 — 3 февраля 1892) — английский поэт и наставник принца Альберта Виктора, старшего сына Альберта Эдварда, принца Уэльского.

## Молодость
Джеймс Кеннет Стивен был вторым сыном сэра Джеймса Фитцджеймса Стивена, адвоката, и его жены Мэри Риченды Каннингем. Был двоюродным братом Вирджинии Вульф (в девичестве Стивен), известный как «Джем» в семье и среди близких друзьях. У Стивена, как и у его двоюродной сестры, рано проявились симптомы биполярного расстройства, которые в дальнейшей жизни будут его всё больше беспокоить.
В юности поступил в Итонский колледж в качестве королевского стипендиата. Крупные габариты и физическая сила Стивена помогли ему проявить себя выдающимся игроком в игре Итонский пристенок, представляя Коллегеров (Королевские ученые) в День Святого Андрея с 1874 по 1877 год и привел команду к победе в качестве Хранителя Стены колледжа (Keeper of the College Wall) в последние два года. Его имя упоминают в тосте, который произносится у стены колледжа накануне Дня Святого Андрея каждый год на протяжении более века: " In Piam Memoriam JKS ".
Стивен заработал репутацию интеллектуала, и рассказывали, что он говорил в педантичной, но очень четкой и увлекательной манере. В Королевском колледже в Кембридже, снова в качестве королевского стипендиата, продолжил успешную академическую карьеру: он был членом интеллектуального общества Апостолов, президентом Кембриджского Союза в Михайловский семестр 1880 года, а также стал членом Королевского колледжа в 1885 году.

## Отношения с принцем Альбертом Виктором
В 1883 году Стивен был выбран в качестве наставника и компаньона принца Альберта Виктора, герцога Кларенса и Эйвондейла (по прозвищу Эдди), сына принца Уэльского и ожидалось, что он поможет поднять плохую академическую репутацию принца, заработанную во время его учебы в Тринити-колледже в Кембридже . Первоначально Стивен с оптимизмом относился к обучению принца, но к тому времени, когда группа переехала в Кембридж, он пришел к выводу: «Я не думаю, что он сможет извлечь большую пользу из посещения лекций в Кембридже. . . . Он с трудом понимает смысл того, что прочитал».
Некоторые биографы предполагают, что Стивен был эмоционально привязан к Альберту Виктору, но вопрос о том, были ли его чувства откровенно гомосексуальными, остается открытым. В 1972 году писатель Майкл Харрисон утверждал, что сексуальные отношения начались между наставником и учеником и закончились, когда принц Эдди прибыл в 10-й гусарский полк 17 июня 1885 года, и привели к скандалу, свидетельств которого, по-видимому, осталось мало.

## Несчастный случай
Зимой 1886 или 1887 года Стивен получил серьезную травму головы в результате несчастного случая, который, возможно, усугубил биполярное расстройство, от которого он страдал, состояние, также обнаруженное у его двоюродной сестры Вирджинии Вульф. Существуют различные описания этого инцидента. Биограф Вирджинии Вульф, Квентин Белл, говорит, что по семейным рассказам Стивен получил удар по голове каким-то предметом из движущегося поезда. Другие утверждают, что Стивен был ранен, когда лошадь, на которой он ехал, шарахнулась и толкнула его в движущуюся лопасть ветряной мельницы.
Хотя первоначально казалось, что Стивен полностью выздоровел, позже было обнаружено, что его мозг был необратимо поврежден, и его поведение стало все более неустойчивым. Белл рассказывает о случаях, когда Стивен вонзил лезвие от меча в хлеб; и «другой случай, когда он появился за завтраком и объявил, словно в шутку, что врачи сказали ему, что он либо умрет, либо полностью сойдет с ума». Стивен стал пациентом врача сэра Уильяма Галла, но его быстрый умственный и физический упадок привел к тому, что он переходил от одного дела к другому без особого внимания или интереса — за исключением завершения двух томов поэзии — прежде чем его наконец поместили в психиатрическую лечебницу.

## Поэзия
В 1891 году поэзия Стивена впервые была опубликована под инициалами JKS, в сборниках Lapsus Calami и Quo Musa Tendis, выпущенных в том же году. Редьярд Киплинг назвал его «этим гением» и рассказал, как он «поступил со мной и Хаггардом в некоторых строфах, за которые я бы многое отдал, чтобы написать их самому». Те строфы, в которых Стивен выражает сожаление по поводу состояния современного письма появляются в его стихотворении «To R. K.». :
Will there never come a season

Which shall rid us from the curse

Of a prose which knows no reason

And an unmelodious verse:

When the world shall cease to wonder

At the genius of an Ass,

And a boy’s eccentric blunder

Shall not bring success to pass:

When mankind shall be delivered

From the clash of magazines,

And the inkstand shall be shivered

Into countless smithereens:

When there stands a muzzled stripling,

Mute, beside a muzzled bore:

When the Rudyards cease from Kipling

And the Haggards Ride no more.
"Последняя совместная поездка (с ее точки зрения)" пародирует «Последнюю совместную поездку» Роберта Браунинга; Лорд Байрон пародируется в «Жалобе»; и Уильям Вордсворт в «Сонете»:
Two voices are there: one is of the deep;

It learns the storm-cloud’s thunderous melody,

Now roars, now murmurs with the changing sea,

Now bird-like pipes, now closes soft in sleep:

And one is of an old half-witted sheep

Which bleats articulate monotony,

And indicates that two and one are three,

That grass is green, lakes damp, and mountains steep:

And, Wordsworth, both are thine.
Стивен также проявлял сатирический, а иногда и ностальгический подход к своей академической жизни и коллегам. Написал сатирическую стилизацию " Оды на дальнюю перспективу Итонского колледжа " Томаса Грея, осудив Итон за то, что он был сторонником тори. Стивен был в Кембридже в то же время, что и выдающийся антиквар и автор рассказов о привидениях, Монтегю Родс Джеймс, и упоминает его в конце любопытного латинского чествования нынешних достойных «Coll. Regale» (Королевский колледж):
Vivat J.K. Stephanus,

Humilis poeta!

Vivat Monty Jamesius,

Vivant A, B, C, D, E

Et totus Alphabeta!
Стихотворение Стивена « Список старой школы» из Quo Musa Tendis помещено на первых страницах Списка школ Итона Стэплтона 1853-1892 гг. и автор называет его в предисловии «многообещающим Итонцем, который умер слишком рано для своих многочисленных друзей». Во время своего пребывания в Итоне, Стивен был другом Гарри Гудхарта (1858—1895), который играл в футбольной команде университета, а затем стал профессором в Университете Эдинбурга . Гудхарт упоминается как «one of them’s wed» в последнем стихе "Списка старой школы ". Стихотворение, которое дало ему репутацию женоненавистника, называется «Мужчины и женщины», где он описывает двух людей, мужчину и женщину, которых он не знает, но к которым испытывает яростную неприязнь. В первой части, озаглавленной «In the Backs» (The Backs — это район Кембриджа, около реки Кэм), делает вывод:
…I do not want to see that girl again:

I did not like her: and I should not mind

If she were done away with, killed, or ploughed.

She did not seem to serve a useful end:

And certainly she was not beautiful.

## Смерть
В 1891 году Стивен был помещен в больницу Святого Андрея, психиатрическую лечебницу в Нортгемптоне. В январе 1892 года бывший королевский наставник услышал, что его бывший ученик, 28-летний принц Альберт Виктор, герцог Кларенс, человек, которому суждено было однажды стать королем, умер от пневмонии в Сандрингеме после заражения гриппом. Услышав эту новость, Стивен отказался от еды и умер двадцать дней спустя в возрасте 32 лет. Причиной смерти, согласно свидетельству о смерти, стала мания.

## Наследие
Выдающийся рекорд Стивена в игре Eton Wall Game стал частью школьной легенды: неподтвержденные отчеты предполагают, что на последнем курсе он удерживал всю команду соперников в одиночку в течение пяти минут, пока остальная часть College Wall не добралась до борозды. С тех пор королевские стипендиаты Итонского колледжа, в память о нем, поднимают тост на Рождественском ужине в носках (Christmas Sock Supper) и других праздничных мероприятиях — in piam memoriam J.K.S.
Менее возвышенно Стивена вспоминают в пьесе «Старого Итонца» Ангуса Грэма-Кэмпбелла под названием « Симпатия к дьяволу», премьера которой состоялась на Итонском фестивале драмы в 1993 году, и в основе которой лежало представление о том, что Стивен мог быть одним из подозреваемых по делу Джека Потрошителя .
Возобновившийся интерес к убийствам в Уайтчепеле 1888 года вспыхнул в 1970 году, когда британский врач Томас Э.А. Стоуэлл, якобы работающий на основе документов сэра Уильяма Галла, сделал завуалированное предположение, что виновником является бывший ученик Стивена принц Альберт Виктор, названный только буквой «S». В 1972 году писатель Майкл Харрисон, опираясь на эту сенсационную теорию, пришел к выводу, что «S» был не принцем, а на самом деле Стивеном, который совершал убийства «из извращенного желания мести» из-за расставания с принцем. Харрисон утверждает, что разрыв отношений с Эдди, в сочетании с его умственным упадком, спровоцировал Стивена разыграть собственное стихотворение «Air: Kaphoozelum», в котором главный герой убивает десять блудниц.
Судебный психиатр Дэвид Абрахамсен определил, что Стивен соответствовал психологическому профилю Джека Потрошителя, утверждая, что принц Эдди был соучастником его преступлений и что эти двое поддерживали взаимозависимые отношения.
Эта и подобные теории были отвергнуты по ряду пунктов, причем некоторые ссылались на то, что Стивен не смог бы совершить никаких убийств в Лондоне и вернуться на лекции в Кембридж вовремя на следующее утро. Харрисон также связал почерк Стивена со словами Потрошителя «Из ада» и «Дорогой босс», и что стиль некоторых стихов Стивена совпадает с некоторыми из анонимных писем Потрошителя. Эта связь была опровергнута Томасом Дж. Манном в статье в Журнале Всемирной ассоциации исследователей документов (июнь 1975 г.), в которой Манн определяет, что только письмо Ласка может быть подлинным и что связь между почерком Стивена и этим письмом был минимальным: " Неоспоримое доказательство того, что эти два понятия не совпадают; и если автором письма Ласка действительно был Джек-Потрошитель, то Дж. К. Стивен не был этим человеком ".
Несмотря на это, Стивен, Эдди и их общий врач сэр Уильям Галл были неразрывно связаны в общественном воображении с этими нераскрытыми преступлениями.

## Сборники
- Select Poems 1926 Augustan Books of Modern Poetry
- Lapsus Calami JKS Cambridge 1891
- Quo Musa Tendis Cambridge 1891
- Lapsus Calami and other verses 1896